# Cesare Paribelli
Cesare Paribelli  né à Albosaggia 1763 et mort à Milan, en 1847, est un homme politique et patriote napolitain.

## Biographie
Issu d'une famille aristocratique, après avoir étudié à Vienne, et servi quelque temps en Sicile  le vice-roi de Ferdinando; Francesco d'Aquino, prince de Caramanico, il rejoint en 1791 l'armée napolitaine comme officier. Fin 1792, il fait partie des Napolitains qui rencontrent l'amiral français Latouche-Tréville et de ce fait, furent persécutés par le roi Ferdinand. Il est arrêté à Naples en 1793, il fut l'un des accusés du procès de 1795 qui eut lieu contre les Jacobins. 
Libéré le 23 janvier 1799 (4 pluviôse du calendrier révolutionnaire) avec l'arrivée des troupes du Général Championnet à Naples, il fait partie du gouvernement provisoire de la République parthénopéenne présidé par Carlo Lauberg. Au nom de la République, afin d'éviter le retour des troupes françaises, il est envoyé en qualité d'ambassadeur à Paris. Déçu par la dérive autoritaire du gouvernement français à la fin du XVIIIe siècle, il rejoint la " Società dei Raggi " comme Giuseppe Lahoz et Giovanni Fantoni. Après la Restauration en 1815, il conserve le grade de colonel, mais n'exerce plus de fonctions importantes. 
Il était traducteur en italien de l'essai d'Étienne de La Boétie Discours de la servitude volontaire  .